# تشرنیتس
تشرنیتس (به آلمانی: Tschernitz) یک شهر در آلمان است که در اشپری-نایسه واقع شده‌است. تشرنیتس ۱٬۵۷۷ نفر جمعیت دارد.